# Llista d'animals verinosos dels Països Catalans

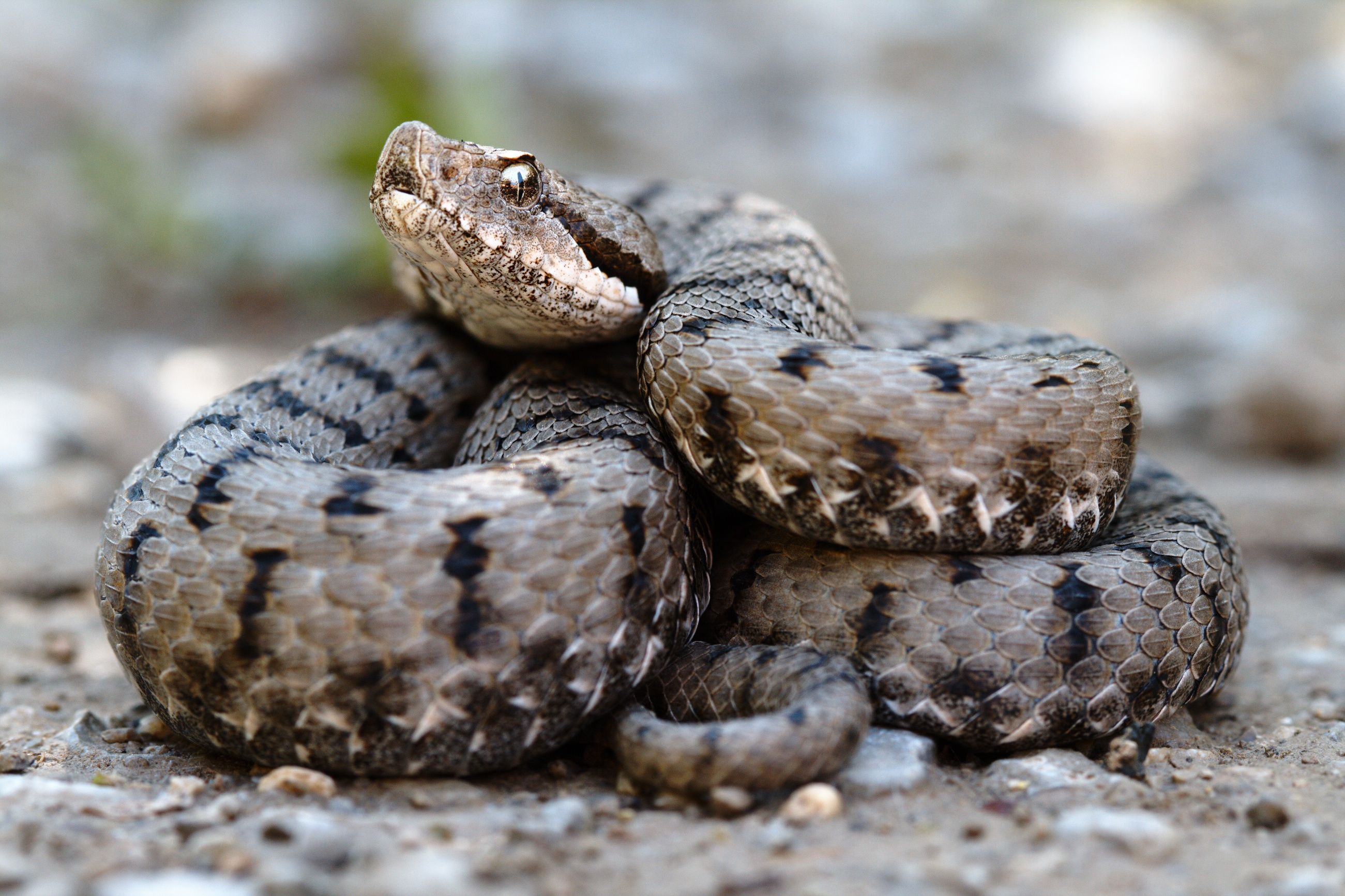
Escurçó pirinenc.

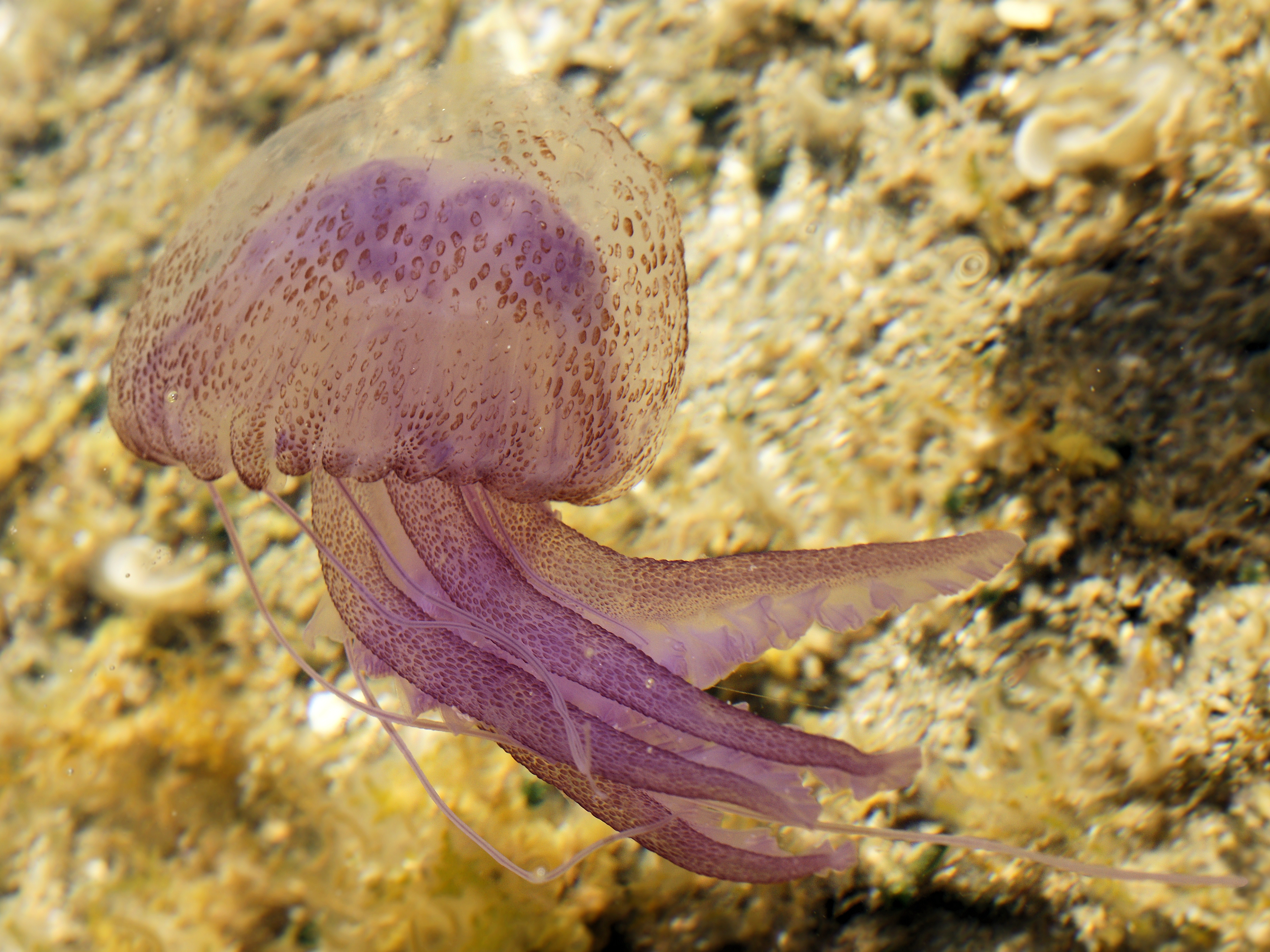
Acàlef luminescent (Pelagia noctiluca).

Una llista d’animals verinosos presents en l’àmbit geogràfic dels Països Catalans que, en cas d'interacció amb els humans, deliberada o involuntària, pot tenir conseqüències doloroses i, en alguns casos, poden provocar la mort de persones o animals de companyia. 

## Mamífers
- Musaranya d'aigua mediterrània (Neomys anomalus)[1]
- Musaranya d'aigua pirinenca (Neomys fodiens)[2][3]

## Rèptils
- Escurçó europeu (Vipera aspis)[3]
  - Cada any es denuncien 130 mossegades d’escurçó a Espanya que han de ser tractades en un hospital.[4]
  - Nicolás Monardes va descriure el tractament català de les picades d’escurçons. No hi ha confirmació de la seva efectivitat ni d’eventuals usos actuals.[5][6]
- Escurçó ibèric (Vipera latasti)[7]
- Serp de cogulla (Macroprotodon cucullatus)[8]
- Serp verda (Malpolon monspessulanus)[9]

## Aràcnids
- Viuda negra (Latrodectus tredecimguttatus)[3]
- Escorpí groc (Buthus occitannus)[3]
- Taràntula (Lycosa tarentula)[10]

## Miriàpodes
- Escolopendra (Scolopendra morsitans)[3]

## Peixos
- Aranya blanca (Trachinus draco)[11]
- Escòrpora (Scorpaena porcus)[12]
- Escurçana (Dasyatis pastinaca)[13]
- Milana (Myliobatis aquila)[11]

## Amfibis
- Gripau comú (Bufo bufo)[14]
- Salamandra (Salamandra salamandra)[14]

## Cnidaris
- Acàlef luminescent (Pelagia noctiluca)[15]
- Borm radiat (Chrysaora hysoscella)[15]
- Borm blau (Rhizostoma pulmo)[15]
- Caravel·la portuguesa (Physalia physalis)[15]
- Acàlef cresp (Cotylorhiza tuberculata)[15]

## Insectes
- Abella de la mel (Apis mellifera)[3]
- Vespa (Vespula vulgaris)[3]
- Processionària del pi (Thaumetopoea pinivora)[16]